# Ерканян, Арам
Арам Ерканян (арм. Արամ Երկանյան; 20 мая 1900 года, Эрзурум, Вилайет Эрзурум, Османская империя — 2 августа 1934 года, Кордоба, Аргентина) — армянский революционер, член партии Дашнакцутюн, известный участием в убийстве османского государственного деятеля Бехаэддина Шакира за причастность к геноциду армян (1915), как акте возмездия и Фатали Хана Хойского за его причастность, по мнению исполнителей, к резне армян в Баку (1918). Национальный герой Армении.

## Биография
Третий ребёнок Саркиса Ерганяна и Мариам Согоян-Ерганян. Учился в местной школе в Эрзуруме.
В юности стал свидетелем турецкого геноцида армян.
В 1917 году поступил на службу в отряды армянских добровольцев и сражался под командованием «генерала Дро» в битве при Баш-Абаране. После создания в 1918 году Демократической Республики Армения Ерганян вступил в Дашнакцутюн. Сыграл важную роль в разработке операции «Немезида» с целью убийства всех ключевых организаторов резни армян как в Азербайджане, так и в Османской империи.
После советизации Армении эмигрировал в Европу, жил в Германии, Австрии, Румынии. С 1927 года — в Буэнос-Айресе.
Редактировал местную газету «Армения».
В 1931 году женился на Забеле Парагян, в браке родилась дочь.
Заразившись туберкулёзом переехал в Кордову, где и умер.